# Mebendazole
El mebendazole (MBZ) és un medicament fet servir per tractar diverses infestacions de cucs paràsits. En les que s'inclouen ascariosi, enterobiosi, ancilostomosi, dracunculosi, equinococcosi, infec i giardiosi, entre d'altres. Es pren per via oral.
El mebendazole és normalment ben tolerat. Els efectes secundaris comuns inclouen mal de cap, vòmits, i tinnitus. En grans dosis pot causar mielosupressió. No és clar si és segur durant l'embaràs. El mebendazole és un antihelmíntic d'ample espectre del tipus benzimidazole.
El mebendazole es va començar a fer servir l'any 1971. És inclòs en la llista model de Medicaments essencials de l'Organització Mundial de la Salut, que llista la majoria de medicaments importants que es necessiten en un sistema de salut bàsic. El mebendazole està disponible com a medicament genèric. El cost majorista és d'entre 0,004 i 0,04 USD per dosi. En els Estats Units una sola dosi costa aproximadament 18 USD. És distribuït en mercats internacionals per Johnson & Johnson i un cert nombre de fabricants genèrics. 

## Úsos mèdics
El mebendazole és un antihelmíntic altament eficaç, d'ample espectre indicat pel tractament de infestacions de nematodes, incloent-hi cucs rodons, ancilòstoms, 	tricurs, oxiurs i la forma intestinal de la triquinosi prèvia a la seva extensió als teixits més enllà del tracte digestiu. Altres fàrmacs són fets servir per tractar les infeccions de cucs a fora del tracte digestiu perquè el mebendazole no és ben absorbit al torrent sanguini. El mebendazole és fet servir individualment per aquells amb infestacions suaus i moderades. Mata els paràsits relativament a poc a poc, i en aquells amb infestacions greus, pot causar alguns paràsits a emigrar fora del sistema digestiu, resultant en apendicitis, problemes de la via biliar, o perforació intestinal. Per evitar això, els pacients amb infestacions greus poden ser tractats amb piperazina, tant abans com en comptes del mebendazole. La piperazina paralitza els paràsits, fent-los passar a la femta. És també fet servir rarament en el tractament d'equinococcosi o infeccions per Clonorchis. Tanmateix, les evidències d'efectivitat contra aquesta malaltia són petites.
El mebendazole i altres benzimidazols antithelmíntics són actius contra les etapes larvària i adulta dels nematodes, i en els casos de cucs rodons i tricurs també pot matar els ous. La paràlisi i la mort dels paràsits ocorre a poc a poc, i l'eliminació a través de la femta pot requerir diversos dies.

### Embaràs i alletament
S'ha demostrat que el mebendazole pot causar efectes no desitjats durant l'embaràs en models animals, però cap estudi adequat sobre els seus efectes durant l'embaràs en humans ha estat dut a terme. No se sap si és possible que passi a la llet materna.

## Efectes adversos
De vegades el mebendazole causa diarrea, dolor abdominal, i nivells elevats d'enzims en el fetge. En casos rars, ha estat associat amb un nivell perillosament baix de glòbuls blancs en la sang, trombocitopènia, i pèrdua de cabells, amb un risc de agranulocitosi.

### Interaccions amb altres fàrmacs
La carbamazepina i la fenitoïna redueixen els nivells de mebendazole en el sèrum. La cimetidina no augmenta apreciablement el nivell de mebendazole en el sèrum (contràriament a l'efecte del fàrmac similar albendazole), d'acord amb la seva absorció sistèmica baixa.
La síndrome de Stevens-Johnson i necròlisi epidèrmica tòxica més greu poden ocórrer quan el mebendazole és combinat amb dosis altes de metronidazole.

## Mecanisme
El mebendazole causa alteracions degeneratives en el tegument i en les cèl·lules intestinals dels helmints, mitjançant la seva unió al lloc sensible a la colquicina de la tubulina i, per tant, inhibeix la seva polimerització, i la conseqüent formació de microtúbuls. La pèrdua de microtúbuls citoplasmàtics deteriora l'absorció de glucosa en els estats adults i larvaris dels paràsits susceptibles, i exhaureix les seves reserves de glucogen. Els canvis degeneratius en el reticle endoplasmàtic, el mitocondri de la capa germinal, i el posterior alliberament dels lisosomes produeix una disminució en la producció d'adenosina trifosfat (ATP), o sigui de l'energia requerida per l'helmint per sobreviure. A causa de la disminució de la producció d'energia, el paràsit s'immobilitza i al cap d'un cert temps mor.

## Recerca
Molts estudis han demostrat que el mebendazole presenta propietats antitumorals potents. Inhibeix significativament el creixement cel·lular, la migració, i la formació de metàstasi de cèl·lules de carcinoma adenocortical, tant in vitro com in vivo. El tractament de cèl·lules de càncer de pulmó amb mebendazole causa arrest mitòtic, seguit per la mort apoptòtica de les cèl·lules amb la característica de l'activació de caspasa i l'alliberament de citocrom c. El mebendazole indueix una resposta apoptòtica en cèl·lules de càncer de pulmó humanes depenent de la dosi i el temps, i apoptosis mitjançant la inactivació de Bcl-2 en cèl·lules de melanoma resistents a la quimioteràpia.